# 安東美孝
安東 美孝（あんどう よしたか、1949年〈昭和24年〉3月1日 - ）は、日本の政治家。元岡山県美作市長（1期）。

## 来歴
岡山県出身。岡山県立津山高等学校卒。美作町役場に入り、2005年に美作町を含めた5町1村による合併により美作市が発足し、美作市役所勤務となった。2007年に美作市副市長に就任。2009年の市長選挙で健康上の理由で再選出馬を断念した宮本俊朗から後継指名を受け、「にぎわいのある観光田園都市創造」を訴えて選挙戦を戦い、元東粟倉村長の春名明ら2人を破って当選した。美作市長を1期務め、2013年に退任した。